# Ermirio Pereira de Moraes
Ermirio Pereira de Moraes (São Paulo, junho de 1952) é um empresário brasileiro, co-proprietário da empresa de capital fechado a Votorantim S.A.
Listado em 2016 entre os 70 maiores bilionários do Brasil pela revista Forbes.

## Biografia
Ermírio Pereira de Moraes nasceu em junho de 1952 em São Paulo, um dos dois filhos do falecido José Ermírio de Moraes. Moraes tem um grau de Bacharel em Ciências em Engenharia de Petróleo pela Universidade de Tulsa, em Oklahoma, EUA.

## Carreira
Após a morte de seu irmão em 2014, ele e sua irmã mantiveram o controle do Grupo Votorantim, uma das maiores empresas privadas do Brasil.
De acordo com a Forbes, ele tem um patrimônio estimado de US$ 2,7 bilhões em 2018.

## Vida pessoal
Ele é casado e tem sete filhos.